# Cereceda (Cantabria)
Cereceda es una localidad española del municipio de Rasines, perteneciente a la comunidad autónoma de Cantabria.

## Geografía
La localidad está situada a 85 m s. n. m. y está a una distancia de 2 kilómetros de la capital municipal, Rasines.

## Historia
Hacia mediados del siglo XIX, el lugar, ya por entonces perteneciente a Rasines, tenía contabilizada una población de 220 habitantes. Aparece descrito en el sexto volumen del Diccionario geográfico-estadístico-histórico de España y sus posesiones de Ultramar de Pascual Madoz con las siguientes palabras:

CERECEDA: l. en la prov. y dióc. de Santander (8 leg.), part. jud. de Laredo (2 1/2), aud. terr. y c. g. de Burgos (22), ayunt. de Rasines. sit. en una llanura, rodeado por el r. Ason, que le divide, y por el Silencio que pasa por la parte meridional, su clima es muy sano, pues no se conocen mas enfermedades comunes que algunos constipados, á causa sin duda de los vientos del N. que soplan con alguna frecuencia. Tiene 44 casas de diferentes dimensiones inclusas las de los barrios de Rosillo, San-Esteban y Somoza; todas ademas del establo cuentan un piso para habitarse y otro para colocar los frutos. A la escuela de primeras letras asisten 40 niños que satisfacen al maestro 3 celemines de maiz cada uno al año. La igl. parr. (San Martin), está servida por un cura. Hay 3 ermitas (San Esteban y Ntra. Sra del Incendio ó de la Asuncion y Ntra. Sra de la Piedad); y varias fuentes de buenas aguas que aprovechan los vec. para su consumo doméstico. Confina el térm. N. Ampuero; E. y S. Rasines y O. Udalla y Hoz de Marron. El terreno es de mediana calidad; fertilizanle las aguas de los enunciados r. Anson y Silencio; el primero tiene un puente llamado de Cadalso y mueve las ruedas de 4 molinos harineros y una ferreria. Contiguas al espresado puente hay 2 ventas públicas con el mismo nombre que él. Los caminos locales á escepcion del real que dirige á Burgos; recibe la correspondencia de Laredo y la Nestosa, los lunes, jueves y sábados y sale los martes, viernes y domingos. prod.: maiz, alubias, lino, patatas y algunas frutas; cria ganado vacuno, lanar, yeguar y de cerda; caza de varios animales, y pesca de salmones, truchas y anguilas. ind.: los molinos y ferrerias de que se ha hecho mérito, conduccion de trigo de Castillá Limpias, y vena de este pueblo á las ferr. pobl.: 44 vec., 220 alm. contr.: con el ayunt.
(Madoz, 1847, p. 326)

En 2023, la entidad singular de población de Cereceda tenía empadronados 121 habitantes y el núcleo de población, 50.

## Patrimonio

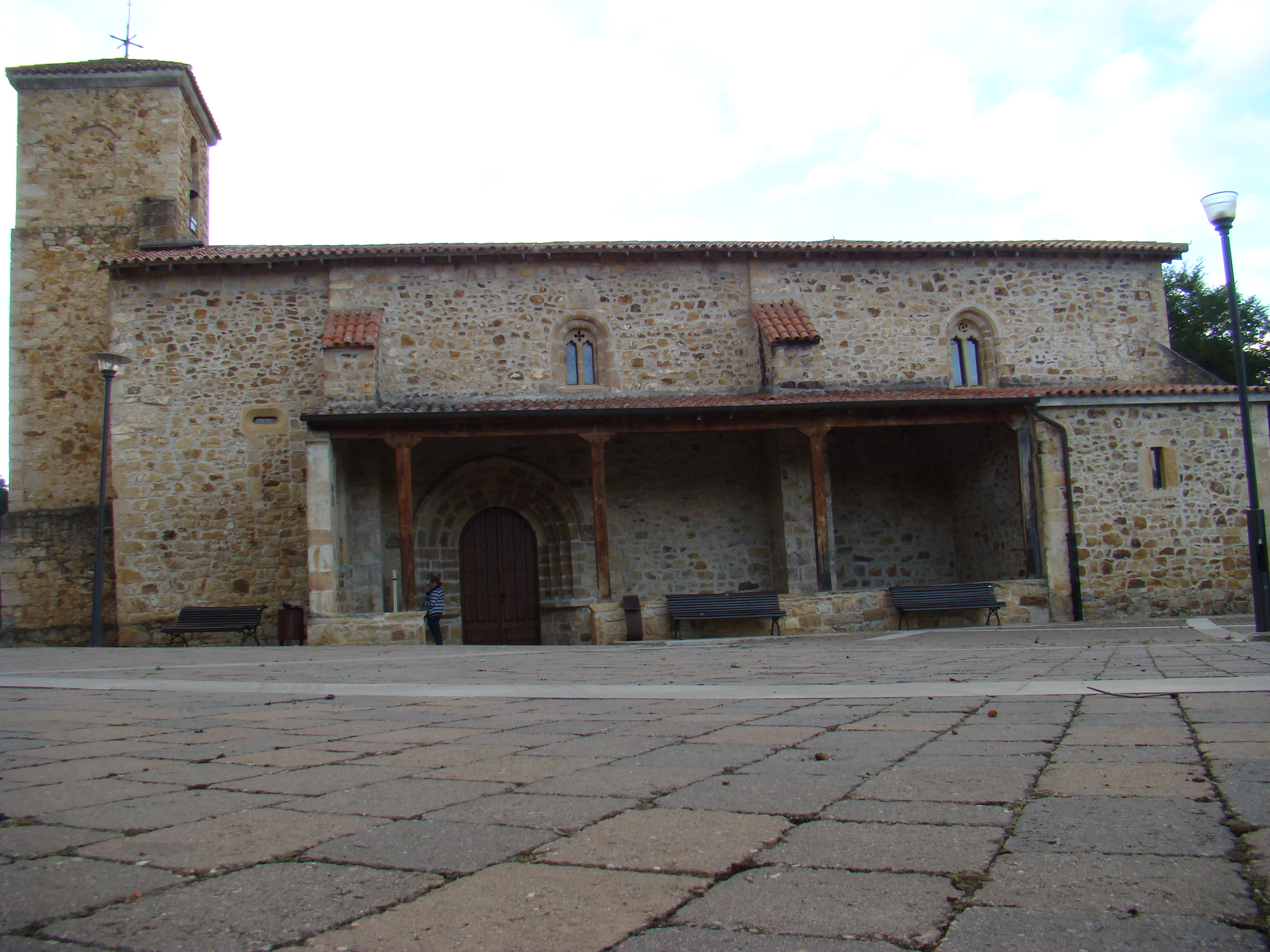
La iglesia de San Martín, vista del muro sur

De su patrimonio destaca la iglesia de San Martín, en origen del siglo XV, pero muy reformada. Hay un museo dedicado a la cantería, con el nombre de Rodrigo Gil de Hontañón.